# Юлдыбаево (река)
Юлдыбаево — река в Зианчуринском районе Республики Башкортостан (Россия).
Длина — 12 км. Исток находится в 3,3 км южнее села Абзаново, устье — в 11 км по левому берегу реки Ассель, недалеко от деревни Юлдыбаево.

## Этимология
Название связано с антропонимом Юлдыбай.

## Данные водного реестра
По данным государственного водного реестра России относится к Уральскому бассейновому округу, водохозяйственный участок реки — Большой Ик, речной подбассейн реки — подбассейн отсутствует. Речной бассейн реки — Урал (российская часть бассейна).
Код объекта в государственном водном реестре — 12010000612112200006375.